# Piane alla Sughera
La nécropole mégalithique de Piane alla Sughera est située sur l'île d'Elbe, en Toscane, en Italie. Elle se trouve dans la commune de Campo nell'Elba, sur le plateau au-dessus de Seccheto, à une altitude de 335 mètres.

## Description
Le site archéologique abrite quelques tombes circulaires entourées de bornes verticales, ainsi que de petits groupes de menhirs.

## Datation
L'ensemble du complexe remonte à la culture d'Arzachena-Ozieri, qui s'est développée en Sardaigne du Nord de 4300 à 3700 av. J.-C.

## Alentours
À proximité se trouvent d'autres sites archéologiques : Lo Spino, Sassi Ritti et Pietra Murata.

## Galerie

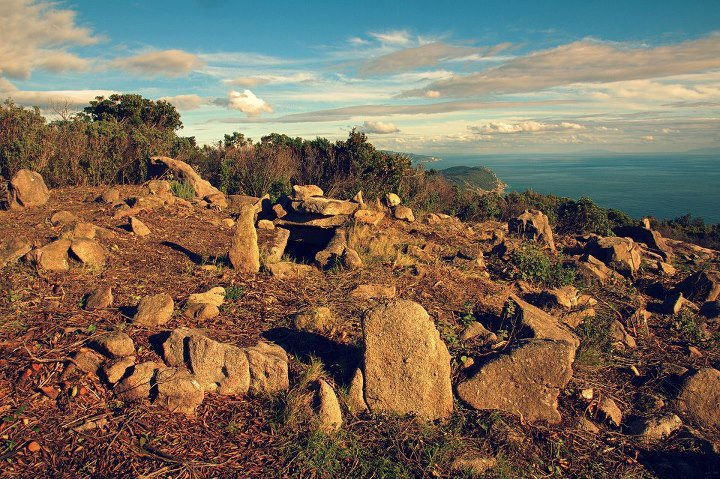
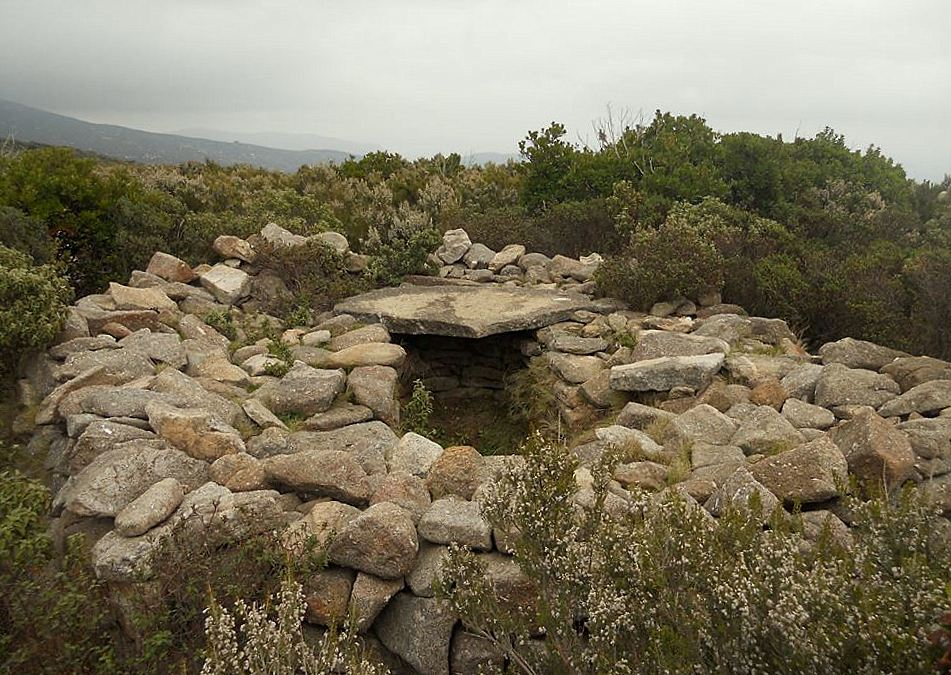
Tombe circulaire n°1.